# Amsterdamsestraatweg 40 (Baarn)
De villa aan de Amsterdamsestraatweg 40 is een gemeentelijk monument in Baarn in de provincie Utrecht. Het huis staat in het Wilhelminapark dat onderdeel is van rijksbeschermd dorpsgezicht Prins Hendrikpark e.o.

## Oorsprong
De villa is in 1912 gebouwd naar een ontwerp van C. Sweris, destijds architect en makelaar te Baarn. De woning is symmetrisch gebouwd; links en rechts zijn nagenoeg gelijk. De villa aan de Amsterdamsestraatweg heeft een dubbele oprijlaan. Bij de ingangen staan twee gemetselde lantarenpalen. De stijl daarvan is afgeleid van de Amsterdamse School.

## Bewoning
De villa heeft thans een kantoorbestemming.